# Lo Pradet
Lo Pradet (nom occità) (en francès Le Pradet) és un municipi francès situat al departament del Var i a la regió de Provença – Alps – Costa Blava. L'any 1999 tenia 10.975 habitants.

## Demografia
| 1894                                       | 1936  | 1962  | 1968  | 1975  | 1982  | 1990  | 1999   | 2006   | 2009   |
| ------------------------------------------ | ----- | ----- | ----- | ----- | ----- | ----- | ------ | ------ | ------ |
| 1.256                                      | 2.119 | 3.121 | 5.658 | 6.938 | 7.900 | 9.704 | 10.975 | 10.603 | 10.962 |
| Des de 1962: població sense dobles comptes |       |       |       |       |       |       |        |        |        |

## Administració
| Període   | Identitat         | Partit        |
| --------- | ----------------- | ------------- |
| 1979-1989 | Pierre Segony     | Divers droite |
| 1989-2008 | Roland Joffre     | PRG           |
| 2008-     | Claude Mesangroas | Divers gauche |

## Ciutats agermanades
- Gelnica, Eslovàquia